# Bandera de Penelles
La bandera oficial de Penelles té la següent descripció:
Bandera apaïsada, de proporcions dos d'alt per tres de llarg, vermella, amb el braç amb el colze a baix, vestit de groc i amb la mà també groga, sostenint el sabre blanc de l'escut, mirant a l'asta, tot el conjunt d'alçària 19/24 de la del drap i amplària 1/2 de la llargària del mateix drap, al centre.
Va ser aprovada el 20 d'abril de 2006 i publicada en el DOGC el 24 de maig del mateix any amb el número 4640.

## Curiositat
Altres banderes que també carreguen espases.

soldanat de Banten (1527-1813)
Chimay, Bèlgica
El Lloar, El Priorat
Essex, Regne Unit
Miralcamp, Pla d'Urgell
Ogassa, Ripollès
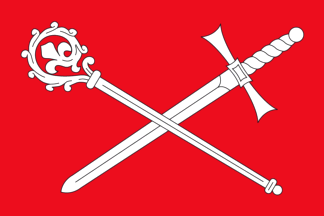
Olne, Bèlgica
Sant Martí de Llémena, Gironès
Sant Martí Vell, Gironès
Sant Pau de Segúries, Ripollès
Vila-sana, Pla d'Urgell